# Мелвил Дјуи
Мелвил Луис Косут Дјуи (Адамс Центар, 10. децембар 1851 — Лејк Плесид, 26. децембар 1931) био је амерички библиотекар, познат по изради библиотечке класификације под називом Дјуијева децимална класификација.

## Живот и образовање
Рођен је у Адамс Центру у Њујорку. као син Џоела Дјуиа и Елизе Грин. Своју будућност је врло рано дефинисао као остварење мисије "реформатора за масе".
Године 1870. је уписао Амхерст, универзитет у Масачусетсу, који је завршио четири године касније. Започео је рад као библиотекар у библиотеци овог Универзитета 1872. године. Уочивши потенцијал библиотека да образују масе, све више је размишљао о начинима да се библиотекарство побољша.
Године 1883. постаје библиотекар на Универзитету Колумбија. Поред осталог, Дјуи је 1895. године основао социјално-рекреативни клуб Лејк Плесид Клуб где су се учлањивали и окупљали људи сличних интелектуалних интересовања и начина рекреације.
Умро је услед можданог удара 1931. у 80. години живота.

## Допринос
Мелвил Дјуи је један од оснивача Савеза америчких библиотекара, где је био секретар (1876—1890) и председник (1890-1891, 1892-1893). Био је уредник Библиотечких новина 1876. године.
У Њујорку 1887. године оснива Школу библиотечке економије, прву установу за обуку библиотекара у САД. Од 1888. до 1906. био је директор Њујоршке државне библиотеке. Током тог периода је реорганизовао Државну библиотеку, успоставио систем покретних библиотека и колекције слика. Залагао се за библиотечке стандарде и формирао је компанију за продају библиотечке опреме и залиха, касније познату као Библиотечки биро (Library Bureau).

## Децимална класификација
Након дипломирања, Дјуи је био задужен за роковођење библиотеком Амхерст универзитета и њену рекласификацију. Тада је осмислио децимални систем за класификовање свих области знања који је објавио 1876. године у делу под називом "Класификација и предметни индекс за каталогизовање и сортирање књига и брошура једне библиотеке" ("A Classification and Subject Index for Cataloguing and Arranging Books and Pamphlets of a Library"). Ова класификација је врло брзо добила популарни назив - Дјуијева децимална класификација (ДДК), по којем је позната и данас.
Класификација представља систем уређивања књига у библиотекама по предмету. Овај систем служи као алат за организовање општег знања. Чини га нумеричка шема за уређивање по предметима. Класификује књиге расподељујући их у десет главних предметних група које се називају категорије. Свака категорија представљена је бројевима који су у распону од 000 до 999. По добијању ознаке, књиге се на полицама распоређују нумерички.
Овај систем класификације је широко примењен у свету и више од 140 земаља користи ДДК у организовању својих колекција. Бројеви ДДК бројеви коришћени су у националним библиографијама у више од 60 земаља.

## Галерија
- Мелвил Дјуи 1981.
- Мелвил Дјуи
- Ознаке ДДК
- Њујоршка државна библиотека 1900.
- Лејк Пласид